# 孙耀华
孙耀华（1909年—?），男，浙江绍兴人，中华人民共和国政治人物，曾任湖北省政协副主席，第三、四、五届全国政协委员。